# Francisco Gabriel de Anda
José Francisco Gabriel de Anda (Ciudad de México, 5 de junio de 1971) es un exfutbolista, directivo y comentarista mexicano. Actualmente trabaja en la cadena deportiva ESPN. 
Llegó a ser internacional con la Selección mexicana de fútbol (1997-2002) e integró el plantel que asistió a la Copa Mundial de Fútbol de 2002 en Corea del Sur y Japón.
Es hermano del también exfutbolista y comentarista Juan Carlos Gabriel de Anda.

## Trayectoria

### Futbolista
Jugó para Correcaminos de la UAT, Club Santos Laguna, Cruz Azul y Pachuca.
Debutó en la Primera División de México el miércoles 5 de enero de 1994 en el partido que su equipo,  Correcaminos de la UAT, empató 2-2 con los Tigres de la UANL.

### Directivo
En el 2008, los Tuzos del Pachuca presentaron a Gabriel de Anda, como director deportivo del equipo. Bajo su gestión, los Tuzos obtuvieron la Copa de Campeones de la Concacaf 2008 y la Liga de Campeones de la Concacaf 2009-10, permitiéndole al conjunto hidalguense asistir a la Copa Mundial de  Clubes de la FIFA en las ediciones 2008 y 2010, en Japón y Emiratos Árabes Unidos, respectivamente. 
Al finalizar la participación de los Tuzos en los Emiratos, Gabriel de Anda fue nombrado vicepresidente del Club León en la Liga de Ascenso de México. Salió del conjunto esmeralda en septiembre de 2011, en pleno desarrollo del Apertura 2011, luego de protagonizar un altercado con Milton Queiroz "Tita", entrenador del club guanajuatense.
En marzo de 2018, se anunció que tomaba el cargo de director deportivo de las Chivas Rayadas del Guadalajara, como parte de una nueva estructura. En junio del mismo año y tras el cese de Matías Almeyda, entrenador de las Chivas, Gabriel de Anda renunció. 

## Clubes

### Futbolista
| Correcaminos de la UAT · México |               |               |     |    |    |    |    |     |     |    |
| 1.ª | 1993-94       | 4             | 0   | -  | -  | -  | -  | 4   | 0   |    |
| 1.ª | 1994-95       | 23            | 1   | -  | -  | -  | -  | 23  | 1   |    |
| Total club | Total club    | 27            | 1   | -  | -  | -  | -  | 27  | 1   |    |
| Club Santos Laguna · México |               |               |     |    |    |    |    |     |     |    |
| 1.ª | 1995-96       | 29            | 3   | 2  | 0  | 4  | 0  | 35  | 3   |    |
| 1.ª | 1996-97       | 38            | 2   | 4  | 0  | -  | -  | 42  | 2   |    |
| 1.ª | 1997-98       | 29            | 2   | 3  | 0  | 2  | 0  | 34  | 2   |    |
| 1.ª | 2006          | 15            | 0   | -  | -  | -  | -  | 15  | 0   |    |
| 1.ª | 2006-07       | 27            | 1   | -  | -  | -  | -  | 27  | 1   |    |
| Total club | Total club    | 138           | 8   | 9  | 0  | 6  | 0  | 153 | 8   |    |
| Cruz Azul · México |               |               |     |    |    |    |    |     |     |    |
| 1.ª | 1998-99       | 24            | 2   | 1  | 0  | 1  | 0  | 26  | 2   |    |
| 1.ª | 1999-00       | 32            | 4   | 4  | 0  | -  | -  | 36  | 4   |    |
| Total club | Total club    | 56            | 6   | 5  | 0  | 1  | 0  | 62  | 6   |    |
| Pachuca · México |               |               |     |    |    |    |    |     |     |    |
| 1.ª | 2000-01       | 42            | 2   | -  | -  | 9  | 0  | 51  | 2   |    |
| 1.ª | 2001-02       | 37            | 3   | -  | -  | -  | -  | 37  | 3   |    |
| 1.ª | 2002-03       | 33            | 3   | 2  | 0  | 5  | 1  | 40  | 4   |    |
| 1.ª | 2003-04       | 46            | 10  | -  | -  | -  | -  | 46  | 10  |    |
| 1.ª | 2004-05       | 30            | 3   | 2  | 1  | 4  | 0  | 36  | 4   |    |
| 1.ª | 2005          | 14            | 1   | -  | -  | -  | -  | 14  | 1   |    |
| Total club | Total club    | 202           | 22  | 4  | 1  | 12 | 1  | 218 | 24  |    |
| Total carrera | Total carrera | Total carrera | 423 | 37 | 18 | 1  | 25 | 1   | 466 | 39 |
| (1)Incluye datos de la Copa México, Pre Pre Libertadores (1998, 1999 y 2002) y Play-off de la Copa Libertadores (2005). (2)Incluye datos de la Copa de Campeones de la Concacaf (1995, 1997, 2000 y 2002), Copa Merconorte (2000) y Copa Libertadores (2005). |               |               |     |    |    |    |    |     |     |    |

### Directivo
| Categoría                  | Club             | País   | Año       |
| -------------------------- | ---------------- | ------ | --------- |
| Primera División de México | Pachuca          | México | 2008-2010 |
| Liga de Ascenso de México  | Club León        | México | 2011      |
| Primera División de México | Club Guadalajara | México | 2018      |

## Selección nacional

### Absoluta
Bajo la dirección técnica de Bora Milutinovic, debutó con el Tricolor el 13 de abril de 1997, en un partido por la Clasificación de Concacaf para la Copa Mundial de Fútbol de 1998 ante Jamaica en el Estadio Azteca; el encuentro finalizó 6-0 a favor del cuadro mexicano.
Después de cuatro años de ausencia, retornó al Tricolor en el 2002, ahora bajo las órdenes del "Vasco" Javier Aguirre.
|                    | PJ | Minutos | Goles | Asistencias | Periodo   |
| ------------------ | -- | ------- | ----- | ----------- | --------- |
| Selección mexicana | 13 | 926     | 2     | 0           | 1997-2002 |

| Fecha                   | Rival         | Estadio                                    | Resultado | Competencia                     |
| ----------------------- | ------------- | ------------------------------------------ | --------- | ------------------------------- |
| 13 de abril de 1997     | Jamaica       | Estadio Azteca, Coyoacán                   | 6-0       | Eliminatoria                    |
| 28 de junio de 1997     | Perú          | Estadio Jesús Bermúdez, Oruro              | 1-0       | Copa América 1997               |
| 16 de noviembre de 1997 | Jamaica       | Independence Park, Kingston                | 0-0       | Eliminatoria                    |
| 12 de diciembre de 1997 | Australia     | Ciudad Deportiva del Rey Fahd, Riad        | 1-3       | Copa FIFA Confederaciones 1997  |
| 16 de diciembre de 1997 | Brasil        | Ciudad Deportiva del Rey Fahd, Riad        | 3-2       | Copa FIFA Confederaciones 1997  |
| 24 de febrero de 1998   | Países Bajos  | Miami                                      | 2-3       | Amistoso                        |
| 18 de marzo de 1998     | Paraguay      | Estadio Azteca, Coyoacán                   | 1-1       | Amistoso                        |
| 17 de noviembre de 1998 | El Salvador   | Los Angeles Memorial Coliseum, Los Angeles | 2-0       | Amistoso                        |
| 18 de noviembre de 1998 | Guatemala     | Los Angeles Memorial Coliseum, Los Angeles | 2-2 (3:5) | Amistoso                        |
| 19 de enero de 2002     | El Salvador   | Estadio Rose Bowl, Pasadena                | 0-1       | Copa de Oro de la Concacaf 2002 |
| 26 de enero de 2002     | Corea del Sur | Estadio Rose Bowl, Pasadena                | 0-0 (2:4) | Copa de Oro de la Concacaf 2002 |
| 17 de abril de 2002     | Bulgaria      | Giants Stadium, East Rutherford            | 1-0       | Amistoso                        |
| 12 de mayo de 2002      | Colombia      | Estadio Azteca, Coyoacán                   | 2-1       | Amistoso                        |

#### Goles
| Fecha               | Rival    | Gol | Resultado | Competencia |
| ------------------- | -------- | --- | --------- | ----------- |
| 18 de marzo de 1998 | Paraguay |     | 1-1       | Amistoso    |
| 17 de abril de 2002 | Bulgaria |     | 1-0       | Amistoso    |

#### Participaciones en fases finales
| Competencia                     | Categoría | Sede                  | Resultado        |
| ------------------------------- | --------- | --------------------- | ---------------- |
| Copa América 1997               | Absoluta  | Bolivia               | Tercer lugar     |
| Copa FIFA Confederaciones 1997  | Absoluta  | Arabia Saudita        | Fase de grupos   |
| Copa de Oro de la Concacaf 1998 | Absoluta  | Estados Unidos        | Campeón          |
| Copa de Oro de la Concacaf 2002 | Absoluta  | Estados Unidos        | Cuartos de final |
| Copa Mundial de Fútbol de 2002  | Absoluta  | Corea del Sur y Japón | Octavos de final |

## Palmarés

### Futbolista

#### Campeonatos nacionales
| Categoría                  | Título        | Club               | País   |
| -------------------------- | ------------- | ------------------ | ------ |
| Primera División de México | Invierno 1996 | Club Santos Laguna | México |
| Primera División de México | Invierno 2001 | Pachuca            | México |
| Primera División de México | Apertura 2003 | Pachuca            | México |

#### Campeonatos internacionales
| Título                                | Club               | Sede           | Año  |
| ------------------------------------- | ------------------ | -------------- | ---- |
| Copa de Oro de la Concacaf 1998       | Selección Mexicana | Estados Unidos | 1998 |
| Copa de Campeones de la Concacaf 2002 | Pachuca            | Estados Unidos | 2002 |